# فرودگاه نورمنز کی
فرودگاه نورمنز کی (به انگلیسی: Norman's Cay Airport) یک فرودگاه همگانی با کد یاتا NMC است که یک باند فرود آسفالت دارد و طول باند آن ۹۱۴ متر است. این فرودگاه در کشور باهاما قرار دارد .